# Форт-Волтон-Біч
Форт-Волтон-Біч (англ. Fort Walton Beach) — місто (англ. city) в США, в окрузі Окалуса на північному заході штату Флорида, на узбережжі Мексиканської затоки Атлантичного океану. Місто є східним передмістям Пенсаколи. Населення — 20 922 особи (2020); населення агломерації Форт-Валтон-Біч-Креств'ю-Дестин — 178 473 особи (2009 рік).

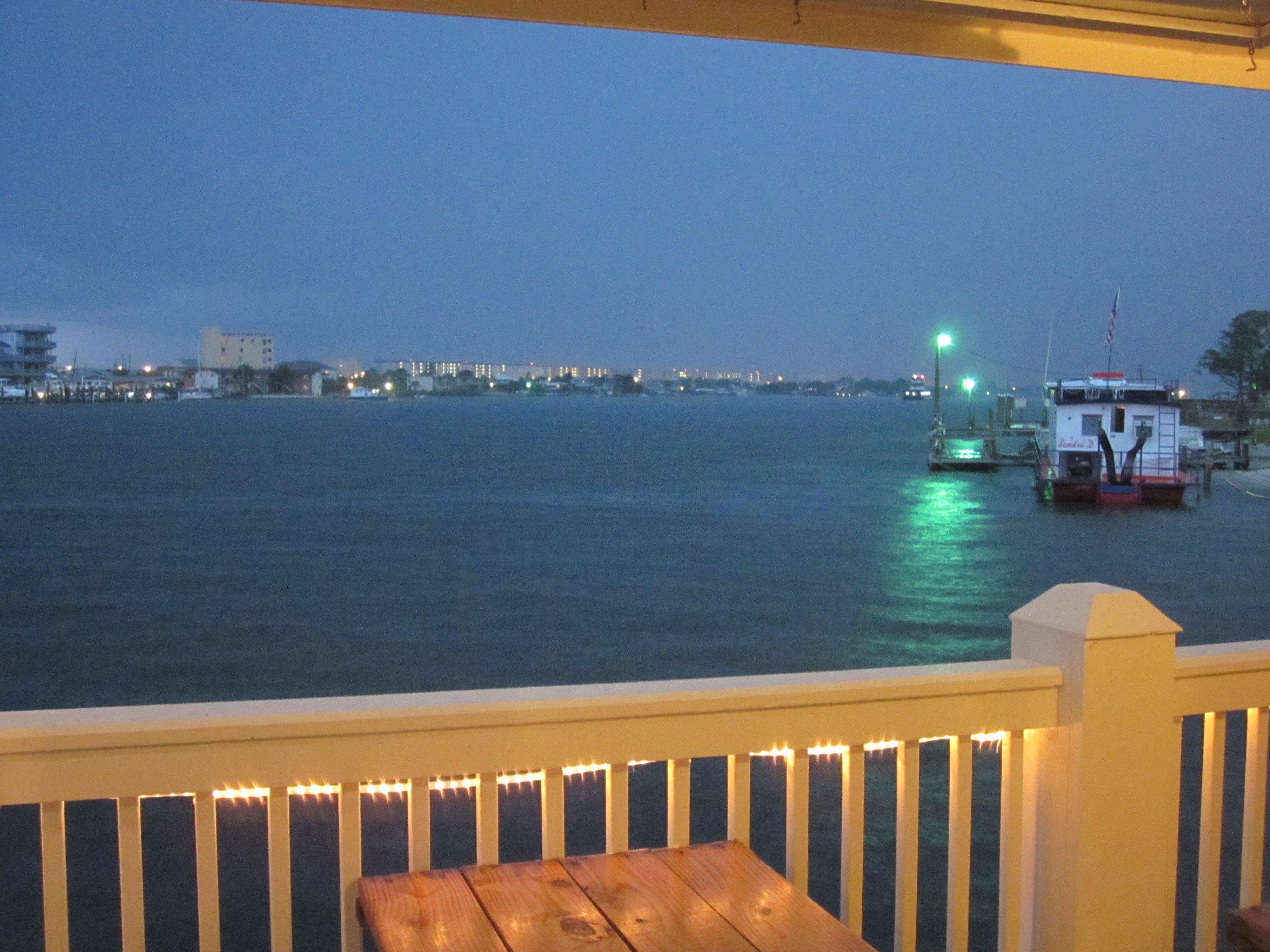
Вигляд Форт-Волтон-Біч

Форт-Валтон-Біч є морським курортом Емеральдового узбережжя Флориди.
За назвою міста названа археологічна Форт-Валтон культура (1100–1550 роки). Вперше іспанці побували тут 1528 року. З 1838 місцевість називалася Андерсон. Назва Форт-Валтон походить від табору 1-го флоридського полку, що існував з 1861 року. Місто Форт-Валтон утворене 1941 року. 1953 року назву змінено на поточну.

## Географія
Форт-Волтон-Біч розташований за координатами 30°25′29″ пн. ш. 86°37′13″ зх. д. / 30.42472° пн. ш. 86.62028° зх. д. (30.424738, -86.620332).  За даними Бюро перепису населення США в 2010 році місто мало площу 21,43 км², з яких 19,38 км² — суходіл та 2,04 км² — водойми.

### Клімат
Місто знаходиться у зоні, котра характеризується вологим субтропічним кліматом. Найтепліший місяць — липень із середньою температурою 27.2 °C (81 °F). Найхолодніший місяць — січень, із середньою температурою 10.6 °С (51 °F).
| Клімат Форт-Волтон-Біча | Клімат Форт-Волтон-Біча | Клімат Форт-Волтон-Біча | Клімат Форт-Волтон-Біча | Клімат Форт-Волтон-Біча | Клімат Форт-Волтон-Біча | Клімат Форт-Волтон-Біча | Клімат Форт-Волтон-Біча | Клімат Форт-Волтон-Біча | Клімат Форт-Волтон-Біча | Клімат Форт-Волтон-Біча | Клімат Форт-Волтон-Біча | Клімат Форт-Волтон-Біча | Клімат Форт-Волтон-Біча |
| Показник                | Січ.                    | Лют.                    | Бер.                    | Квіт.                   | Трав.                   | Черв.                   | Лип.                    | Серп.                   | Вер.                    | Жовт.                   | Лист.                   | Груд.                   | Рік                     |
| Абсолютний максимум, °C | 26                      | 27                      | 27                      | 33                      | 33                      | 37                      | 38                      | 37                      | 35                      | 32                      | 28                      | 27                      | 38                      |
| Середній максимум, °C   | 15                      | 16                      | 19                      | 23                      | 27                      | 30                      | 31                      | 31                      | 29                      | 25                      | 21                      | 17                      | 23                      |
| Середня температура, °C | 10                      | 12                      | 15                      | 18                      | 22                      | 26                      | 27                      | 27                      | 25                      | 20                      | 15                      | 12                      | 19                      |
| Середній мінімум, °C    | 5                       | 7                       | 10                      | 14                      | 18                      | 22                      | 23                      | 23                      | 21                      | 15                      | 10                      | 7                       | 15                      |
| Абсолютний мінімум, °C  | −12                     | −7                      | −6                      | 0                       | 5                       | 8                       | 15                      | 15                      | 6                       | 0                       | −7                      | −12                     | −12                     |
| Норма опадів, мм        | 120                     | 130                     | 140                     | 100                     | 80                      | 140                     | 170                     | 180                     | 170                     | 110                     | 90                      | 100                     | 1580                    |
| Днів зі снігом          | 0                       | 1                       | 0                       | 0                       | 0                       | 0                       | 0                       | 0                       | 0                       | 0                       | 0                       | 0                       | 1                       |
| Вологість повітря, %    | 75.2                    | 74                      | 74.2                    | 75.1                    | 77                      | 77.7                    | 78.3                    | 78.9                    | 76                      | 74.5                    | 75                      | 76.1                    | 76.1                    |
| ----------------------- | ----------------------- | ----------------------- | ----------------------- | ----------------------- | ----------------------- | ----------------------- | ----------------------- | ----------------------- | ----------------------- | ----------------------- | ----------------------- | ----------------------- | ----------------------- |
| Джерело: Weatherbase    |                         |                         |                         |                         |                         |                         |                         |                         |                         |                         |                         |                         |                         |

## Демографія
Згідно з переписом 2010 року, у місті мешкало 19 507 осіб у 8401 домогосподарстві у складі 5004 родин. Густота населення становила 910 осіб/км².  Було 9592 помешкання (448/км²).
Расовий склад населення:
| - 77,7 % — білих - 12,3 % — чорних або афроамериканців - 3,2 % — азіатів - 0,7 % — корінних американців - 0,3 % — вихідців з тихоокеанських островів - 2,1 % — осіб інших рас |

До двох чи більше рас належало 3,7 %. Частка іспаномовних становила 7,9 % від усіх жителів.
За віковим діапазоном населення розподілялося таким чином: 19,1 % — особи молодші 18 років, 62,1 % — особи у віці 18—64 років, 18,8 % — особи у віці 65 років та старші. Медіана віку мешканця становила 42,8 року. На 100 осіб жіночої статі у місті припадало 97,8 чоловіків;  на 100 жінок у віці від 18 років та старших — 96,2 чоловіків також старших 18 років.
Середній дохід на одне домашнє господарство  становив 61 895 доларів США (медіана — 47 149), а середній дохід на одну сім'ю — 73 028 доларів (медіана — 55 449). Медіана доходів становила 35 599 доларів для чоловіків та 31 144 долари для жінок. За межею бідності перебувало 17,5 % осіб, у тому числі 32,0 % дітей у віці до 18 років та 6,7 % осіб у віці 65 років та старших.
Цивільне працевлаштоване населення становило 9595 осіб. Основні галузі зайнятості: мистецтво, розваги та відпочинок — 18,2 %, освіта, охорона здоров'я та соціальна допомога — 14,4 %, роздрібна торгівля — 13,7 %.